# アウデナールデの戦い
アウデナールデの戦い（Battle of Oudenarde）は、スペイン継承戦争における戦闘の1つで、1708年7月11日にグレートブリテン王国（イギリス）・オーストリア（神聖ローマ帝国）・ネーデルラント連邦共和国（オランダ）同盟軍とフランス軍が現在のベルギー・オースト＝フランデレン州の町アウデナールデ近郊で衝突した。

## 戦闘前

### 1707年の戦況
1706年のラミイの戦いでイギリス軍の司令官マールバラ公ジョン・チャーチルはフランス軍に大勝、余勢を駆って南ネーデルラント（ベルギー）を平定した。オーストリア軍の将軍プリンツ・オイゲンもトリノの戦いで北イタリアを解放、翌1707年にオーストリア軍がナポリも手に入れ同盟側が有利になった。
しかし、スペインでは4月25日にフランス側のベリック公がアルマンサの戦いで同盟軍を破ってスペインの同盟軍は掃討され、ドイツではライン川に勢力を張っていたヴィラール公がバイロイト辺境伯クリスティアン・エルンストが守っていたシュトルホーフェンを落とし、そのまま東に進軍してヴュルテンベルクも制圧、クリスティアン・エルンストに代わってハノーファー選帝侯ゲオルク・ルートヴィヒ（後のグレートブリテン王ジョージ1世）が進軍すると退去したが、ライン川のフランス軍は同盟軍の脅威であった。
6月下旬から始まったオーストリア軍によるフランス南部の都市トゥーロン包囲戦は失敗、8月下旬に撤退した（トゥーロン包囲戦）。ネーデルラントはマールバラ公とフランスの将軍ヴァンドーム公が対峙、互いに決戦を回避したため進展は無かった。同盟軍はスペイン、ドイツで危機を迎えたが、イタリアを奪取したことで軍をライン川、ネーデルラントへ振り分けることが可能になった。

### イギリス・ドイツ軍合流
翌1708年、オイゲンは前年の11月28日にウィーンへ戻っていたが、3月26日にウィーンを去ってハノーファーへ立ち寄り、ライン川方面の司令官ゲオルク・ルートヴィヒにモーゼル川方面の軍の編成許可を求めたが、ライン川から兵力を割かれることを恐れたゲオルク・ルートヴィヒに反対され、ハーグに到着してマールバラ公と対面した。2人は4月末にハノーファーを訪問、ゲオルク・ルートヴィヒを再度説得して同意を取り付け、ライン川とモーゼル川の合流地点であるコブレンツで軍を集合させる案でまとまり、オイゲンは資金調達のためウィーンへ、マールバラ公はフランス軍に備えてハーグへ戻った。
フランスにも動きがあり、ライン川のヴィラールはバイエルン選帝侯マクシミリアン2世と仲違いしたためフランス南部のドーフィネへ左遷、ベリックが代わってマクシミリアン2世の補佐役としてライン川方面を担当した。ネーデルラント戦線ではフランス王ルイ14世の孫のブルゴーニュ公ルイが指揮を執り、ヴァンドームはブルゴーニュ公の補佐役となった。
5月26日、フランス軍はモンスからブリュッセル目指して北進、マールバラ公がブリュッセル南西のハレに進軍すると6月2日に東のジュナップに移動してルーヴェンを伺い、マールバラ公がルーヴェン付近に後退し戦線は停滞した。一方のオイゲンは5日にウィーンを離れコブレンツへ兵を募ったが、思うように集まらず6月下旬までずれこみ、兵も1万5000しか集まらなかった。その上、ネーデルラントに北上した場合、ライン川のフランス軍が追撃してくる危険性も考えなければならなかった。オイゲンはゲオルク・ルートヴィヒに断りを入れた上で29日にコブレンツを出発、ベリックも後を追った。
7月4日夜にネーデルラントのフランス軍はジュナップから西上してヘントに向かい、西のコミーヌに待機していた別働隊もヘントから西のブルッヘを攻めた。マールバラ公も追跡したがフランス軍を捕捉できず、ヘントとブルッヘは陥落した。ヘントはスヘルデ川とレイエ川の合流地点であり、西にオステンドまで繋がる運河が築かれ、ブルッヘは運河の中継点に位置していた。フランス軍に両方を押さえられたことはレイエ川流域から運河に至る地域を平定されたことを意味していた。
マールバラ公はあまりの事態に気を落としたが、6日に騎兵の先遣隊を連れたオイゲンの到着で立ち直り、ブリュッセル西方で今後の戦略を話し合い、モーゼル河畔のオイゲンの本隊を待たずにヘント付近のフランス軍を撃破することを確認した。ぐずぐずしていると未だ同盟側にあるスヘルデ川流域の他の都市もフランス軍に落とされネーデルラント西部がフランスに制圧される事態になり、北上してくるベリックの軍が合流する可能性もあったからである。

### 短期間の進軍
8日、ヘント付近のフランス軍が南下、スヘルデ川支流のデンデル川北岸の都市レシーヌを狙ったことを知ったマールバラ公らは翌9日午前2時に西進、夜に先鋒隊がレシーヌに到着、翌10日にマールバラ公の本隊もレシーヌに着いてフランス軍の占領を防いだ。フランス軍は北に方向転換、ヘントから南のスヘルデ川東岸のハーヴェレ手前で野営した。ここから南西のスヘルデ川北岸の町アウデナールデに狙いをつけ、ハーヴェレからスヘルデ川を渡河してアウデナールデの西を攻める方針だった。
だが、アウデナールデには先に同盟軍が到着していた。マールバラ公はフランス軍がスヘルデ川東岸にいることを知ると、急いでアウデナールデに向かい、ハーヴェレより距離が離れていたにもかかわらず11日午前10時半に先鋒のマールバラ公の部将カドガンが到着、正午前にスヘルデ川に舟橋を架けて渡河、北上してアウデナールデとヘント・ハーヴェレを結ぶ街道を通るフルネ村・エイネ村に先行したフランス軍の先鋒と衝突した。
フランス軍本隊はハーヴェレに留まりスヘルデ川を渡河する最中だったため、ハーヴェレよりアウデナールデとの距離が遠いレシーヌから先に同盟軍が到着するとは考えていなかった。報告を受け取ったヴァンドームは動揺して「悪魔が奴等を運んだに違いない。そのような行軍は不可能だ」と叫んだとされる。

## 戦闘

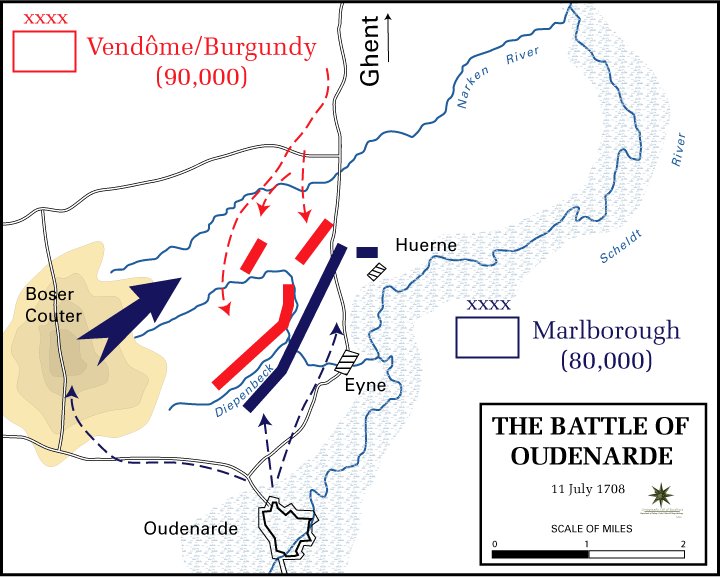
アウデナールデの戦い

1時過ぎにフランス軍先鋒はエイネの前でスヘルデ川の支流ディーペンベック川南岸に整列したイギリス軍歩兵隊を発見、3時頃に交戦した。カドガンは歩兵隊を率いてハノーファー騎兵隊と共にディーペンベック川を渡りフランス軍先鋒を攻撃、エイネのスイス兵とフルネのフランス兵を撃破して両方を制圧した。ハノーファー騎兵隊もヘント方面の街道フランス騎兵隊を破りプロイセン騎兵隊と共に街道に対陣した。このハノーファー騎兵隊はゲオルク・ルートヴィヒの息子ゲオルク・アウグスト（後のグレートブリテン王ジョージ2世）が率いていて、この戦いが初陣であった。
一方、フランス軍本隊は街道北の交差点とスヘルデ川支流のノルケン川が交わる場所近くに陣取ったが、確保に時間がかかり、同盟軍先鋒を叩くチャンスを逃してしまった。ヴァンドームは敵が集結しつつある今は陣地で待機すべきだとブルゴーニュ公に進言したが、ブルゴーニュ公は聞き入れずに攻撃を命令、右翼がカドガンの軍を攻撃した。敵先鋒を追い払ったカドガンはハノーファー騎兵隊を街道に残して北のフランス軍に備え、自らは街道左に移動して、ディーペンベック川から分かれたマロレベック川東岸に布陣してフランス軍を迎え撃った。
ヴァンドームは右翼を率いてマロレベック川西岸でカドガンと激突、騎兵隊が動きづらい場所のため歩兵同士の激戦となった。ブルゴーニュ公は弟のベリー公シャルル・イギリス王位僭称者ジェームズ・フランシス・エドワード・ステュアートと共にノルケン川とマロレベック川の中間で待機していたが、ヴァンドームに助力しようとせず傍観、ノルケン川と街道合流地点に残した左翼を動かそうともせず、ハノーファー騎兵隊を蹴散らしてカドガンを右翼から撃破する勝機を逃した。
やがて同盟軍本隊もアウデナールデに到着、先にカドガンが架けた舟橋を渡り続々とカドガンの救援に向かい、ヴァンドーム率いる右翼と交戦した。6時頃にマールバラ公は集結した軍勢のうちカドガンを含む右翼をフランス軍左翼への備えとしてオイゲンに任せ、左翼に移動して指揮を執った。右翼はヴァンドームの攻勢でしばしば危機に陥ったが、マールバラ公が後から戦場にやってきた軍やハノーファー騎兵隊を送り戦線を支え続けた。
勝機を待っていたマールバラ公は、アウウェルケルク卿がオランダ軍を連れてアウデナールデを通りスヘルデ川を渡ったのを確認すると、オランダ軍をアウデナールデから左の街道を通らせることにした。街道の先に高い丘があり、そこからの急襲を目論んだのである。6時から7時の間にオランダ軍は高台に登り命令を待って待機した。
そして、アウウェルケルク卿は7時から8時の間にマールバラ公の命令を受けて高台から駆け下りて突撃、傍観者となっていたブルゴーニュ公の本陣を急襲した。この襲撃でフランス軍は西・東・南から3方向に包囲され、9時頃に夜に紛れてヘントに逃げた。同盟軍の死傷者は3000人、フランス軍の死傷者は6000人、降伏した9000人も合わせて損失は15000人だった。

## 戦後
同盟軍は戦後休息を取りモーゼル河畔からのドイツ軍を迎えた後、15日にネーデルラント西部へ進撃してレイエ川の北岸都市メーネン・ウィルヴィクを確保、南のリール包囲に取り掛かった。マールバラ公はフランスの首都パリへ進撃しようと考えていたが、オランダはヴァンドームがヘントを中心に未だスヘルデ川とレイエ川を押さえていることから反対、オイゲンもトゥーロン包囲戦の経験から補給基地としてリールを確保しない限り無理と反対したため撤回、リールの奪取に回った。
一方、ライン川からネーデルラントに到着したベリックはリール南方のドゥエーに布陣したが、同盟軍の勢いから攻撃に移れず、8月6日に同盟軍がブリュッセルから攻城兵器を輸送した時も動けず見送った。敗戦の原因を作ったヴァンドームとブルゴーニュ公の仲は完全に決裂、ヴァンドームは後にブルゴーニュ公の傍観を非難している。
攻城兵器は12日にメーネンに届き、翌13日にリール包囲戦が開始された。